# Daltonský plán
Daltonský plán (též daltonský laboratorní plán, daltonský systém nebo jen zkráceně dalton) je metodický způsob vzdělávání, který klade důraz na svobodu volby žáků, spolupráci s ostatními žáky a rozvoj samostatnosti. Název odkazuje na město Dalton v americkém státě Massachusetts, kde se s metodou poprvé experimentovalo. Autorkou plánu je americká pedagožka Helen Parkhurstová, která ho představila kolem roku 1920.

## Historie
Autorkou daltonského plánu je americká pedagožka Helen Parkhurstová (1886–1973). Daltonský plán byl poprvé zaveden do zkušební praxe v únoru 1920 ve státě Massachusetts ve Spojených státech amerických, kde Parkhurstová zřídila vyšší Daltonskou školu. Její vize školního systému byla ovlivněna myšlenkami Johna Deweyho a cestami po Evropě, zejména po Itálii, kde se seznámila s metodikou Marie Montessori. Do Československa pronikl dalton díky pedagogovi Václavu Příhodovi.

## Podstata plánu

### Tři základní principy
- volnost – učit se zacházet se svobodou, získat odpovědnost
- samostatnost – učit se samostatně pracovat
- spolupráce – učit se pracovat v kolektivu

V současné době bývá princip volnosti nahrazován pojmem zodpovědná svoboda. Slovo volnost totiž na běžného člověka působí dojmem anarchie, tedy tak, že nejsou stanovena žádná pravidla a každý si dělá, co chce. Zodpovědná svoboda vybízí žáky k tomu, aby samostatně a svobodně pracovali v rámci přesně vymezených pravidel. Impuls ke změně pochází od nizozemských odborníků Roela Röhnera a Hanse Wenkeho.

### Hlavní myšlenka
Hlavní myšlenkou daltonského plánu je odlišná organizace vzdělávání na rozdíl od jiných tradičních směrů. Mezi učitelem a žákem existuje určitá úmluva o harmonogramu práce na určité období. Žák rozhoduje sám o své práci, sám si určuje tempo a učí se spolupracovat s ostatními žáky. Daltonský plán není nikdy jediným systémem ve škole, vždy se zařazuje jako doplněk k tradičnímu školnímu systému. Každá škola si sama určuje, jak ho využije. Některé školy vkládají do výuky tzv. daltonské bloky. Jsou to většinou dvouhodinové bloky, které se vkládají do rozvrhu jednou až dvakrát týdně. Jiné školy zase využívají daltonský systém určitý týden v měsíci. Vždy je vymezen určitý pracovní plán, který by měl žák v daném období splnit. Po splnění plánu záleží jen na žákovi, jak se rozhodne vyplnit svůj zbývající čas. Většinou to bývají různé připravené úkoly na opakování a rozvíjení učiva a nebo určitá zájmová činnost v podobě zájmových kroužků. Daltonský plán se využívá především kvůli jeho ideálům a kladům. „Dalton není ani metoda ani systém. Dalton je vliv.“ (Helen Parkhurstová)

## Ideály a klady plánu
- získání samostatnosti (děti se učí zodpovědnosti za svoji práci, učí se spolupráci v týmu)
- plánování práce (možnost volby časového plánu a tempa každého jednotlivce)
- získání zdravého sebevědomí (dítě se naučí zhodnotit svoji práci)
- trvalejší upevňování vědomostí (žák si zapamatuje více, když k poznání dojde samostatně)
- vyloučení frustrace (práce v daltonském plánu není nikdy hodnocena negativně)
- rozvíjení a prohlubování vlastní tvořivosti

## Daltonský plán na českých školách
Po sametové revoluci v roce 1989 se daltonský plán vrací do českých škol a vznikají různé iniciativy. Např. v roce 1994 se na čtyřech brněnských školách začínají ve spolupráci s nizozemskými odborníky ve výuce používat daltonské prvky. O dva roky později tyto školy zakládají Asociaci českých daltonských škol, která pořádá pravidelné vzdělávací semináře a vydává ve spolupráci s Odborem školství Jihomoravského kraje odborné publikace o daltonu. V roce 2000 se Asociace českých daltonských škol podílí na založení mezinárodní organizace Dalton International. V roce 2013 se asociace transformovala v organizaci Czech Dalton.